# Mlinar na Muri
»Mlinar na Muri« je skladba skupine Chateu iz leta 1994, s sposojeno melodijo izvirne pesmi »Boat on the River«. Avtor glasbe je Tommy Shaw, nov slovenski tekst, delno le preveden, pa je napisal Tomaž Domicelj. 

## Snemanje
Producent in snemalec je bil Jurij Toni, snemanje pa je potekalo v velenjskem studiu Dynamic. Skladba je izšla na istoimenskem albumu Mlinar na Muri pri ZKP RTV Ljubljana na zgoščenki in kaseti.

## Produkcija
- Tommy Shaw – glasba, besedilo (izvirno angleško)
- Tomaž Domicelj – besedilo (slovenska verzija)
- Zvone Hranjec – tonski snemalec, aranžma
- Jurij Toni – tonski snemalec, producent

### Studijska izvedba
- Matjaž Ograjenšek – akustična kitara, vokal
- Stane Odlazek – bobni
- Sandi Ževart – bas kitara
- Zvone Hranjec – kitara
- Miran Vavče

### Original harmonika
- Dennis DeYoung - klavirska